# فارن‌ایر مجارستان
فارن‌ایر مجارستان (به انگلیسی: Farnair Hungary) یک شرکت هواپیمایی از۱۹۹۰ تا ۲۰۲۱ بود. دفتر مرکزی و قطب آن در فرودگاه بین‌المللی بوداپست فرنتس لیست قرار داشت.